# Парламент на Квебек
Парламентът на Квебек е сред най-красивите сгради в провинция Квебек.
Проектирана от Южен-Етиен Таше и построена между 1877 и 1886 година, тази постройка в провинциалната столица град Квебек не спира да привлича непрекъснато тълпи от туристи. Сградата е в стил Second Empire, по което е уникална за Северна Америка. Архитектът се е вдъхновил от мотото „Спомням си“, което понастоящем е официалният девиз на Квебек.